# Seber prachy a zmiz
Seber prachy a zmiz (v anglickém originále Take the Money and Run) je americký film z roku 1969, který natočil režisér Woody Allen podle scénáře, na němž spolupracoval s Mickeyem Rosem. Film byl natočen ve stylu tzv. mockumentu a sleduje nepříliš šikovného bankovního lupiče Virgila (Allen). Kromě Allena ve filmu hráli například Janet Margolin, Marcel Hillaire a Lonny Chapman. Jde o druhý film, který Allen režíroval, ale vůbec první jím režírovaný film, který obsahuje nově natočené scény (jeho debut What's Up, Tiger Lily? byl ve skutečnosti předabovanou verzí staršího japonského filmu). Snímek byl natočen v San Franciscu a ve věznici San Quentin.